# Henry Vernon

Familienwappen des Sir Henry Vernon of Hadden

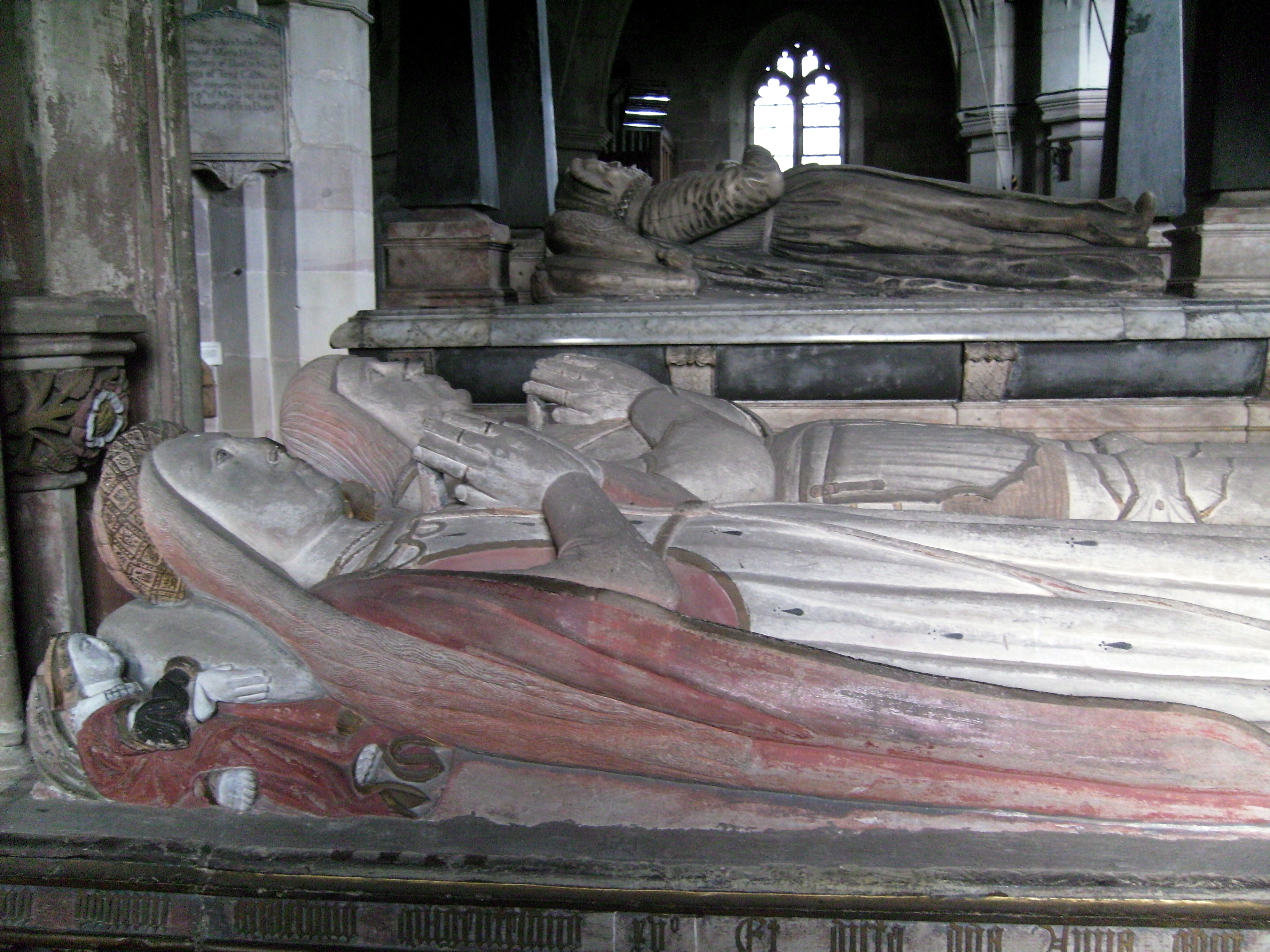
Grab Sir Henry Vernon und Anne Talbot in der St.-Bartholomäus-Kirche in Tong

Sir Henry Vernon of Hadden (* 1441; † 13. April 1515) war ein englischer Ritter.

## Leben
Er war der Sohn und Erbe von Sir William Vernon (1390–1451), Gutsherr von Haddon in Derbyshire.
Er entstammte einer wohlhabenden Familie, zählte zu den Lehensmännern des Richard Neville, 16. Earl of Warwick und war Anfang der 1470er Jahre Household Officer bei George Plantagenet, 1. Duke of Clarence.
Trotz der Loyalität zu seinen Herren, ignorierte er deren Aufforderungen Anfang 1471 an deren Seite in die Schlacht zu ziehen und blieb neutral. So bat ihn im März 1471 Warwick in einem persönlichen Brief vor der Schlacht von Barnet zu ihm zu stoßen und ihm beizustehen. Mehrere Aufforderungen des Duke of Clarence vor der Schlacht von Tewkesbury ließ Henry Vernon ebenfalls unbeantwortet.
Anfang Juni 1483 erhielt Vernon die Vorladung bei der geplanten Krönung Eduard V. am 22. Juni 1483 zu erscheinen, um zu diesem Anlass zum Knight of the Bath geschlagen zu werden. Zu diesem Termin kam es nicht, da Richard III. die Krone an sich riss. Unter diesem wurde Henry Vernon Esquire of the Kings Body und kurz darauf als Commissioner in Derbyshire beauftragt Verräter und Rebellen ausfindig zu machen und deren Besitztümer zu beschlagnahmen.
Richard III. forderte Henry Vernon im August 1485 auf Truppen zu mobilisieren und für ihn bei der bevorstehen Schlacht gegen Henry Tudor zu kämpfen.
Laut den meisten Quellen verweigerte Vernon auch hier die Gefolgschaft und nahm nicht an der Schlacht von Bosworth teil. Nur eine Quelle berichtet, dass Herny Vernon für Richard III. bei Bosworth kämpfte.
Unter König Heinrich VII. stieg Vernon auf, gewann an Einfluss und wird als vertrauter Freund des Königs bezeichnet.
Bereits im Oktober 1485 folgte Henry Vernon der brieflichen Aufforderung des Königs gegen Rebellen vorzugehen und kämpfte im Juni 1487 in der letzten Schlacht der Rosenkriege bei Stoke für seinen Souverän.
Henry Vernon wurde zum Gouverneur and Treasurer für den ältesten Sohn und Thronfolger des Königs, Arthur Tudor, ernannt und diente dem Prinzen auch als Berater (Counsellor) bezüglich der Verwaltung von Wales. Prinz Arthur verbrachte viel Zeit auf Haddon Hall, dem Familiensitz der Vernons.
Anlässlich der Investitur Arthurs als Prince of Wales am 29. November 1489, erhielt Henry Vernon schließlich den Ritterschlag als Knight of the Bath.
Henry Vernon vertrat als Knight of the Shire 1491/92 die Grafschaft Derbyshire im Parlament, wurde zum Lord of Stackpole ernannt und gehörte 1499 zu den Unterzeichnern des Ehevertrages zwischen Prinz Arthur und Katharina von Aragon.
Vernon gehörte zur Eskorte, die Margaret Tudor 1503 nach Schottland zu ihrem Ehemann Jakob IV. geleitete. Im selben Jahr berief der König Henry Vernon erneut für Derbyshire ins Parlament.
Henry Vernon stiftete eine Glocke für die St.-Bartholomäus-Kirche in Tong, Shropshire, wo er auch nach seinem Tod 1515 bestattet wurde.

## Ehe und Nachkommen
Sir Henry war verheiratet mit Anne Talbot, eine Tochter des John Talbot, 2. Earl of Shrewsbury.
Das Paar hatte folgende Nachkommen:
- Richard ⚭ Margaret Dymoke[14][16][17]
- Thomas ⚭ Anne Ludlow[17]
- Humphrey ⚭ Alice Ludlow[14][18][17]
- John ⚭ Ellen Montgomery[17]
- Artur[17]
- Elizabeth ⚭ Robert Corbet[17][20]
- Anne ⚭ Ralph Shirley[8]